# جنرال موتورز ای‌وی۱

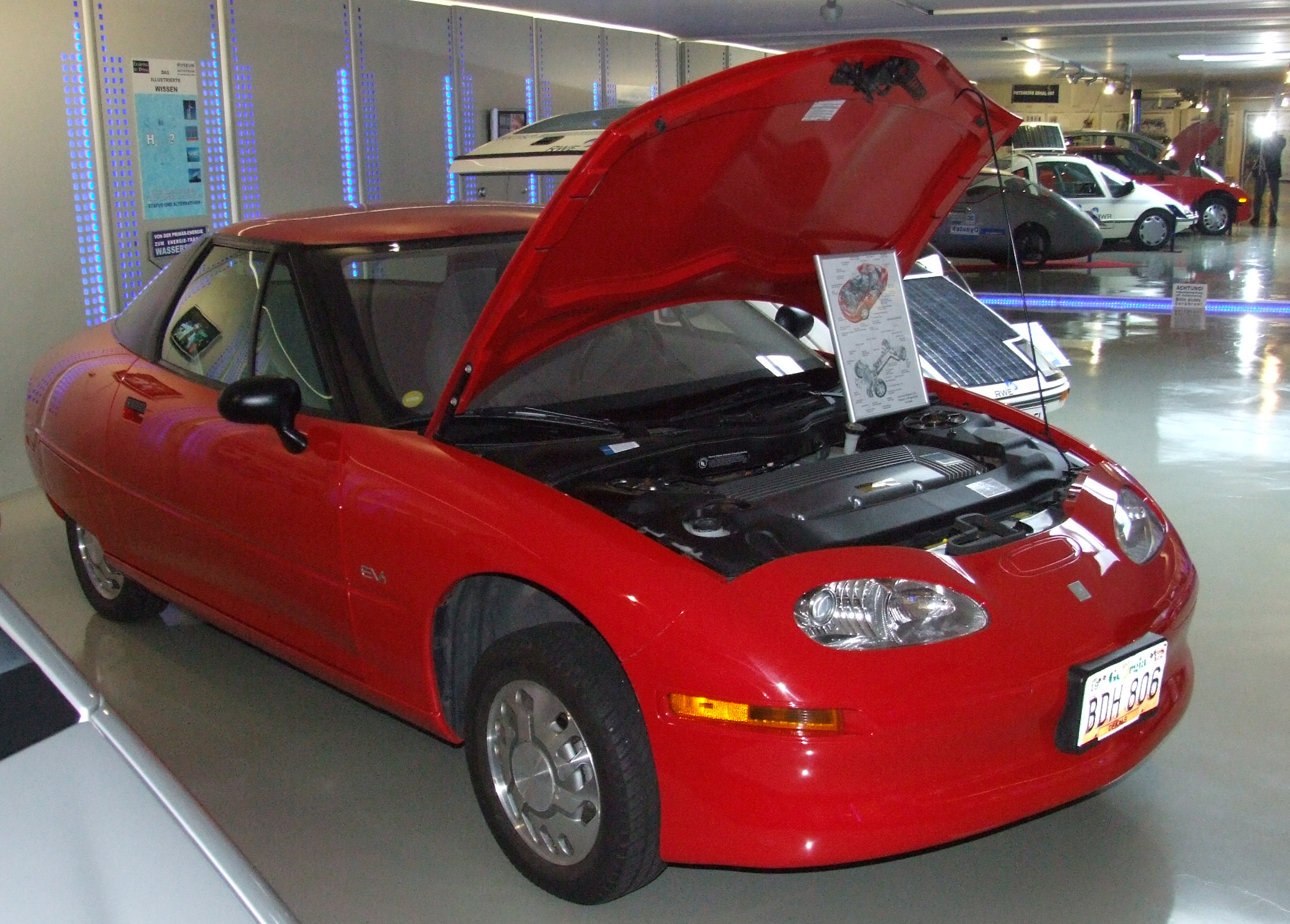

جنرال موتورز ای‌وی۱ (به انگلیسی: General Motors EV1) اولین خودروی تمام برقی بود که با تولید انبوه (mass marketing) در بازارهای آمریکا عرضه‌شد.
این خودرو که توسط شرکت ساترن به بازار آمد، بین سال‌های ۱۹۹۶ و ۱۹۹۹ ساخته و فقط در کالیفرنیا و آریزونا عرضه‌شد. 
دلیل جمع‌آوری این خودرو که از نظر فنی بسیار موفقیت‌آمیز بود تا به امروز مورد بحث و اختلاف نظرهای بسیار بوده‌است.
این خودرو همچنین موضوع فیلم مستند چه‌کسی خودروی برقی را کشت؟ است که در سال ۲۰۰۶ در آمریکا ساخته‌شد.